# Olympische Sommerspiele 2016/Ringen
Bei den XXXI. Olympischen Sommerspielen 2016 in Rio de Janeiro fanden 18 Wettbewerbe im Ringen statt, davon sechs für Frauen und zwölf für Männer. Austragungsort war die Arena Carioca 2 im Olympiapark Rio de Janeiro, das sich im südwestlichen Stadtteil Barra da Tijuca befindet. Die sechs Wettbewerbe der Frauen fanden im Freistil statt, während die Männer jeweils sechs Wettbewerbe im Freistil und im griechisch-römischen Stil austrugen. Gegenüber dem Wettkampfprogramm von London 2012 fiel bei den Männern je ein Wettbewerb weg, während die Frauen zwei zusätzliche Wettbewerbe zugesprochen erhielten. Dies führte auch zu Veränderungen in der Einteilung der Gewichtsklassen.

## Bilanz

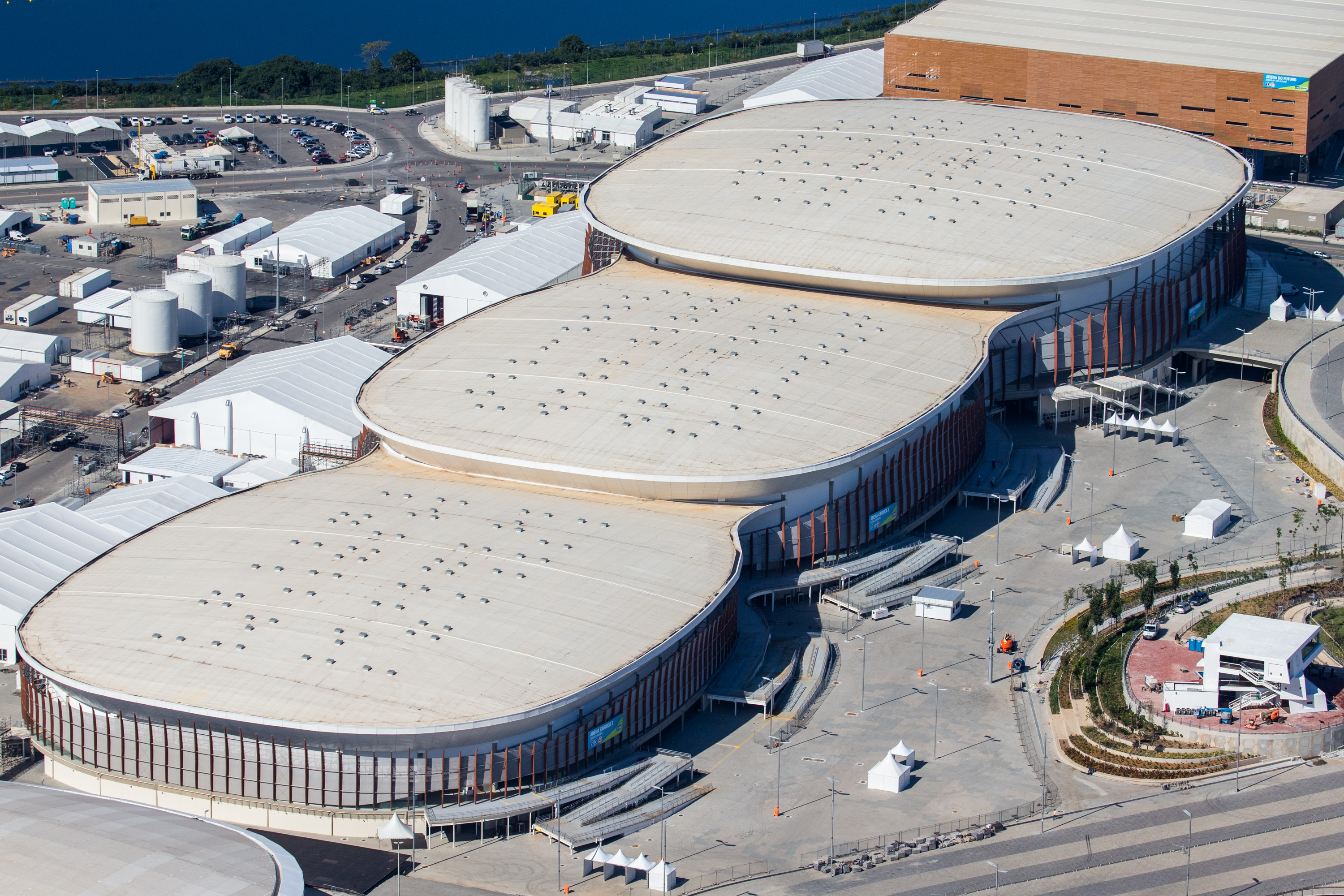
Carioca Arena 2 (in der Mitte)

### Medaillenspiegel
| Platz | Land               | Gold | Silber | Bronze | Gesamt |
| ----- | ------------------ | ---- | ------ | ------ | ------ |
| 1     | Russland           | 4    | 3      | 2      | 9      |
| 2     | Japan              | 4    | 3      | –      | 7      |
| 3     | Kuba               | 2    | 1      | –      | 3      |
| 4     | Vereinigte Staaten | 2    | –      | 1      | 3      |
| 5     | Türkei             | 1    | 2      | 2      | 5      |
| 6     | Iran               | 1    | 1      | 3      | 5      |
| 7     | Armenien           | 1    | 1      | –      | 2      |
| 8     | Georgien           | 1    | –      | 2      | 3      |
| 9     | Kanada             | 1    | –      | –      | 1      |
| 9     | Serbien            | 1    | –      | –      | 1      |
| 11    | Aserbaidschan      | –    | 3      | 6      | 9      |
| 12    | Belarus            | –    | 1      | 2      | 3      |
| 12    | Kasachstan         | –    | 1      | 2      | 3      |
| 14    | Dänemark           | –    | 1      | –      | 1      |
| 14    | Ukraine            | –    | 1      | –      | 1      |
| 16    | Usbekistan         | –    | –      | 3      | 3      |
| 17    | China              | –    | –      | 2      | 2      |
| 17    | Schweden           | –    | –      | 2      | 2      |
| 19    | Bulgarien          | –    | –      | 1      | 1      |
| 19    | Deutschland        | –    | –      | 1      | 1      |
| 19    | Indien             | –    | –      | 1      | 1      |
| 19    | Italien            | –    | –      | 1      | 1      |
| 19    | Norwegen           | –    | –      | 1      | 1      |
| 19    | Polen              | –    | –      | 1      | 1      |
| 19    | Rumänien           | –    | –      | 1      | 1      |
| 19    | Südkorea           | –    | –      | 1      | 1      |
| 19    | Tunesien           | –    | –      | 1      | 1      |

### Medaillengewinner
| Konkurrenz        | Gold                        | Silber         | Bronze                            |
| ----------------- | --------------------------- | -------------- | --------------------------------- |
| Klasse bis 57 kg  | Wladimer Chintschegaschwili | Rei Higuchi    | Hacı Əliyev Hassan Rahimi         |
| Klasse bis 65 kg  | Soslan Ramonow              | Toğrul Əsgərov | Frank Chamizo Ixtiyor Navroʻzov   |
| Klasse bis 74 kg  | Hassan Yazdani              | Aniuar Gedujew | Soner Demirtaş Cəbrayıl Həsənov   |
| Klasse bis 86 kg  | Abdulraschid Sadulajew      | Selim Yaşar    | J’den Michael Cox Şərif Şərifov   |
| Klasse bis 97 kg  | Kyle Snyder                 | Xetaq Qazyumov | Magomed Ibragimov Albert Saritov  |
| Klasse bis 125 kg | Taha Akgül                  | Komeil Ghasemi | Geno Petriaschwili Ibrahim Saidau |

| Konkurrenz        | Gold                  | Silber                | Bronze                              |
| ----------------- | --------------------- | --------------------- | ----------------------------------- |
| Klasse bis 59 kg  | Ismael Borrero Molina | Shinobu Ōta           | Stig André Berge Elmurat Tasmuradow |
| Klasse bis 66 kg  | Davor Štefanek        | Mihran Harutjunjan    | Schmagi Bolkwadse Rəsul Çunayev     |
| Klasse bis 75 kg  | Roman Wlassow         | Mark Overgaard Madsen | Saeid Mourad Abdvali Kim Hyeon-woo  |
| Klasse bis 85 kg  | Dawit Tschakwetadse   | Schan Belenjuk        | Dschawid Gamsatow Denis Kudla       |
| Klasse bis 98 kg  | Artur Aleksanjan      | Yasmany Lugo          | Cenk İldem Ghasem Rezaei            |
| Klasse bis 130 kg | Mijaín López          | Rıza Kayaalp          | Sergei Semjonow Sabah Shariati      |

| Konkurrenz       | Gold           | Silber              | Bronze                                   |
| ---------------- | -------------- | ------------------- | ---------------------------------------- |
| Klasse bis 48 kg | Eri Tōsaka     | Mariya Stadnik      | Eliza Jankowa Sun Yanan                  |
| Klasse bis 53 kg | Helen Maroulis | Saori Yoshida       | Sofia Mattsson Nataliya Sinişin          |
| Klasse bis 58 kg | Kaori Ichō     | Walerija Scholobowa | Marwa Amri Sakshi Malik                  |
| Klasse bis 63 kg | Risako Kawai   | Maryja Mamaschuk    | Jekaterina Larionowa Monika Ewa Michalik |
| Klasse bis 69 kg | Sara Doshō     | Natalja Worobjowa   | Jenny Fransson Elmira Sysdykowa          |
| Klasse bis 75 kg | Erica Wiebe    | Güsel Manjurowa     | Jekaterina Bukina Zhang Fengliu          |

## Zeitplan
| Wettbewerbe                      | August | August | August | August | August | August | August | August |
| Frauen Freistil                  | 14.    | 15.    | 16.    | 17.    | 18.    | 19.    | 20.    | 21.    |
| -------------------------------- | ------ | ------ | ------ | ------ | ------ | ------ | ------ | ------ |
| Klasse bis 48 kg                 |        |        |        |        |        |        |        |        |
| Klasse bis 53 kg                 |        |        |        |        |        |        |        |        |
| Klasse bis 58 kg                 |        |        |        |        |        |        |        |        |
| Klasse bis 63 kg                 |        |        |        |        |        |        |        |        |
| Klasse bis 69 kg                 |        |        |        |        |        |        |        |        |
| Klasse bis 75 kg                 |        |        |        |        |        |        |        |        |
| Männer griechisch-römischer Stil | 14.    | 15.    | 16.    | 17.    | 18.    | 19.    | 20.    | 21.    |
| Klasse bis 59 kg                 |        |        |        |        |        |        |        |        |
| Klasse bis 66 kg                 |        |        |        |        |        |        |        |        |
| Klasse bis 75 kg                 |        |        |        |        |        |        |        |        |
| Klasse bis 85 kg                 |        |        |        |        |        |        |        |        |
| Klasse bis 98 kg                 |        |        |        |        |        |        |        |        |
| Klasse bis 130 kg                |        |        |        |        |        |        |        |        |
| Männer Freistil                  | 14.    | 15.    | 16.    | 17.    | 18.    | 19.    | 20.    | 21.    |
| Klasse bis 57 kg                 |        |        |        |        |        |        |        |        |
| Klasse bis 65 kg                 |        |        |        |        |        |        |        |        |
| Klasse bis 74 kg                 |        |        |        |        |        |        |        |        |
| Klasse bis 86 kg                 |        |        |        |        |        |        |        |        |
| Klasse bis 97 kg                 |        |        |        |        |        |        |        |        |
| Klasse bis 125 kg                |        |        |        |        |        |        |        |        |

## Ergebnisse Freistil (Männer)

### Klasse bis 57 kg

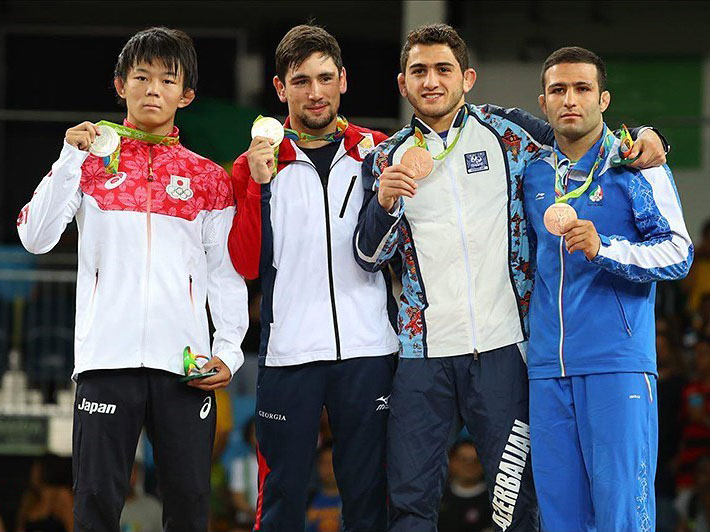
Rei Higuchi, Hacı Əliyev, Wladimer Chintschegaschwili und Hassan Rahimi

| Platz | Land | Sportler                    |
| ----- | ---- | --------------------------- |
| 1     | GEO  | Wladimer Chintschegaschwili |
| 2     | JPN  | Rei Higuchi                 |
| 3     | AZE  | Hacı Əliyev                 |
| 3     | IRI  | Hassan Rahimi               |
| 5     | CUB  | Yowlys Bonne                |
| 5     | BUL  | Wladimir Dubow              |
| 7     | BLR  | Asadulla Lachinau           |
| 8     | PRK  | Yang Kyong-il               |

Datum: 19. August 2016

20 Teilnehmer aus 20 Ländern

### Klasse bis 65 kg

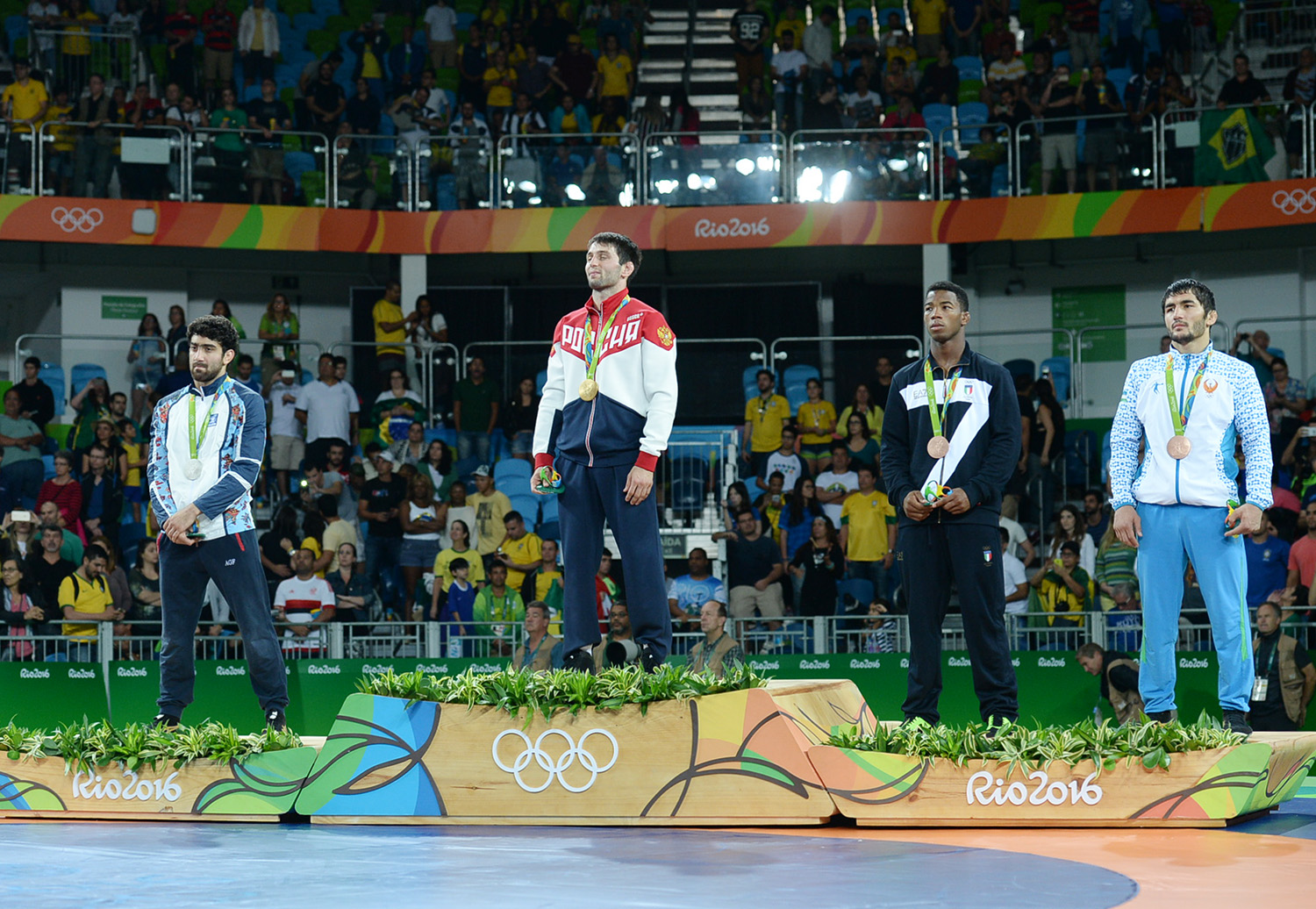
Siegerehrung

| Platz | Land | Sportler                  |
| ----- | ---- | ------------------------- |
| 1     | RUS  | Soslan Ramonow            |
| 2     | AZE  | Toğrul Əsgərov            |
| 3     | ITA  | Frank Chamizo             |
| 3     | UZB  | Ixtiyor Navroʻzov         |
| 5     | MGL  | Gandsorigiin Mandachnaran |
| 5     | USA  | Frank Molinaro            |
| 7     | CUB  | Alejandro Valdés          |
| 8     | BUL  | Borislaw Nowatschkow      |

Datum: 21. August 2016

21 Teilnehmer aus 21 Ländern

### Klasse bis 74 kg

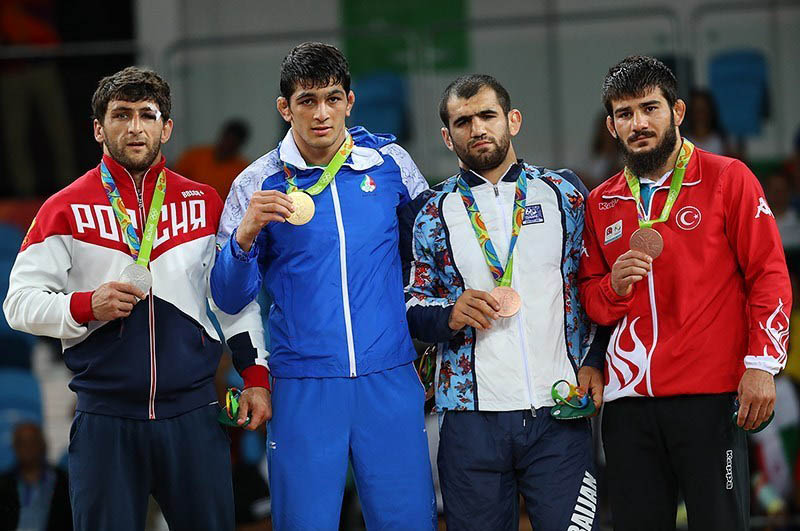
Aniuar Gedujew, Hassan Yazdani, Cəbrayıl Həsənov und Soner Demirtaş

| Platz | Land | Sportler             |
| ----- | ---- | -------------------- |
| 1     | IRI  | Hassan Yazdani       |
| 2     | RUS  | Aniuar Gedujew       |
| 3     | TUR  | Soner Demirtaş       |
| 3     | AZE  | Cəbrayıl Həsənov     |
| 5     | UZB  | Bekzod Abdurahmonov  |
| 5     | KAZ  | Galymzhan Usserbayev |
| 7     | JPN  | Sōsuke Takatani      |
| 8     | FRA  | Zelimkhan Khadjiev   |

Datum: 19. August 2016

20 Teilnehmer aus 20 Ländern

### Klasse bis 86 kg

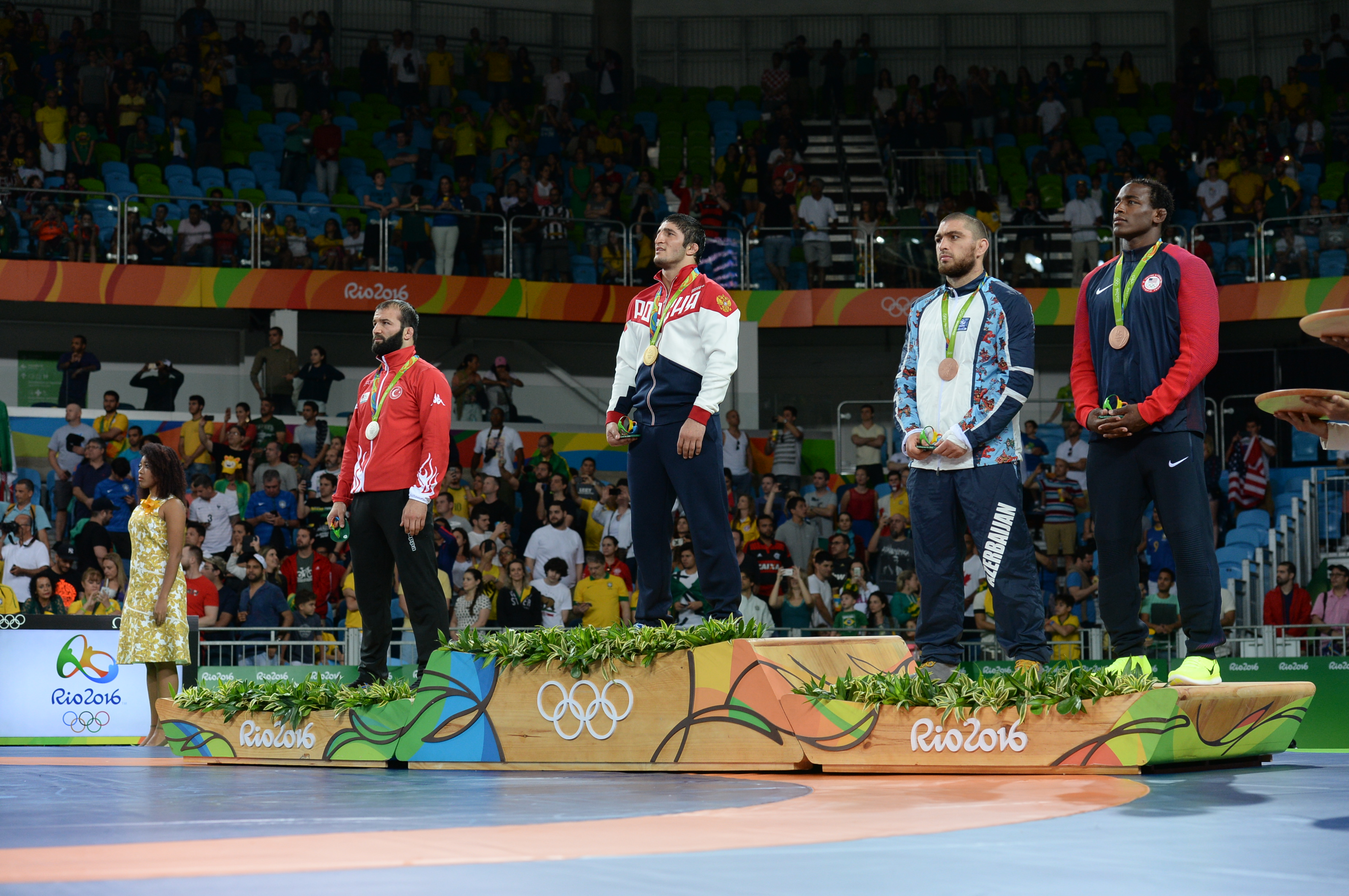
Siegerehrung

| Platz | Land | Sportler                        |
| ----- | ---- | ------------------------------- |
| 1     | RUS  | Abdulraschid Sadulajew          |
| 2     | TUR  | Selim Yaşar                     |
| 3     | USA  | J’den Michael Cox               |
| 3     | AZE  | Şərif Şərifov                   |
| 5     | VEN  | Pedro Ceballos                  |
| 5     | CUB  | Reineris Salas                  |
| 7     | IRI  | Alireza Mohammad Karimimachiani |
| 8     | BUL  | Michail Ganew                   |

Datum: 20. August 2016

19 Teilnehmer aus 19 Ländern

### Klasse bis 97 kg

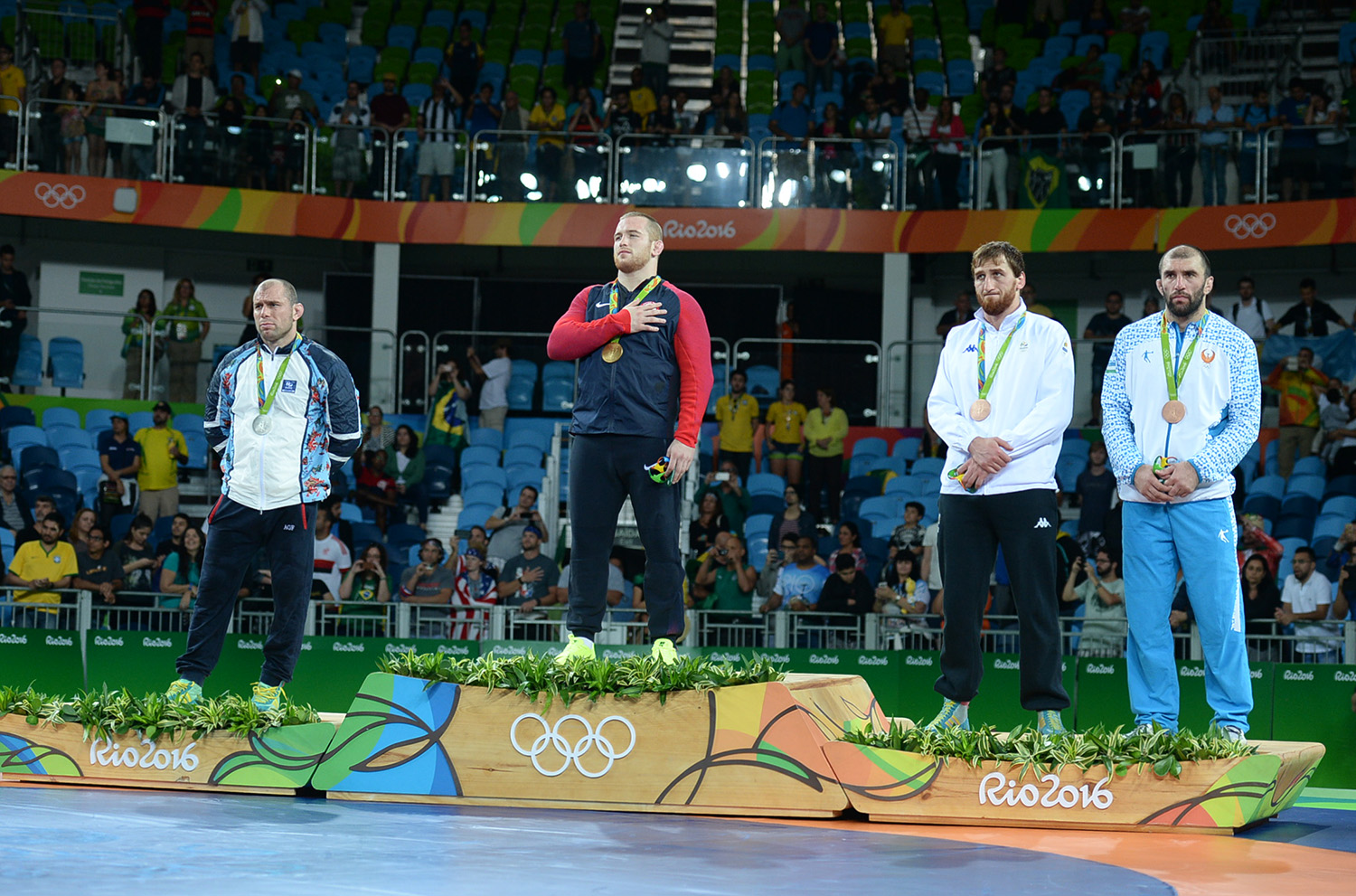
Siegerehrung

| Platz | Land | Sportler          |
| ----- | ---- | ----------------- |
| 1     | USA  | Kyle Snyder       |
| 2     | AZE  | Xetaq Qazyumov    |
| 3     | UZB  | Magomed Ibragimov |
| 3     | ROM  | Albert Saritov    |
| 5     | UKR  | Walerij Andrijzew |
| 5     | GEO  | Elisbar Odikadse  |
| 7     | IRI  | Reza Yazdani      |
| 8     | KAZ  | Mamed Ibragimov   |

Datum: 21. August 2016

19 Teilnehmer aus 19 Ländern

### Klasse bis 125 kg

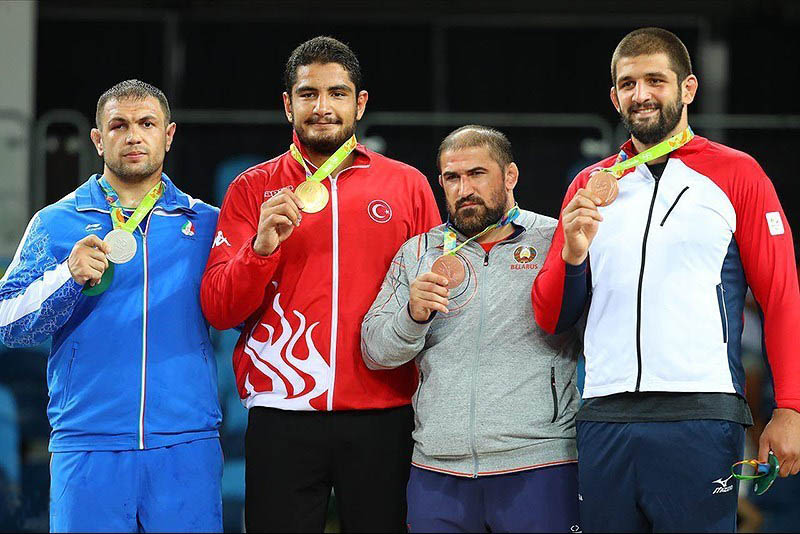
Die Medaillengewinner

| Platz | Land | Sportler           |
| ----- | ---- | ------------------ |
| 1     | TUR  | Taha Akgül         |
| 2     | IRI  | Komeil Ghasemi     |
| 3     | GEO  | Geno Petriaschwili |
| 3     | BLR  | Ibrahim Saidau     |
| 5     | ARM  | Lewan Berianidse   |
| 5     | USA  | Tervel Dlagnev     |
| 7     | HUN  | Dániel Ligeti      |
| 8     | CAN  | Korey Jarvis       |

Datum: 20. August 2016

20 Teilnehmer aus 20 Ländern

## Ergebnisse griechisch-römischer Stil (Männer)

### Klasse bis 59 kg

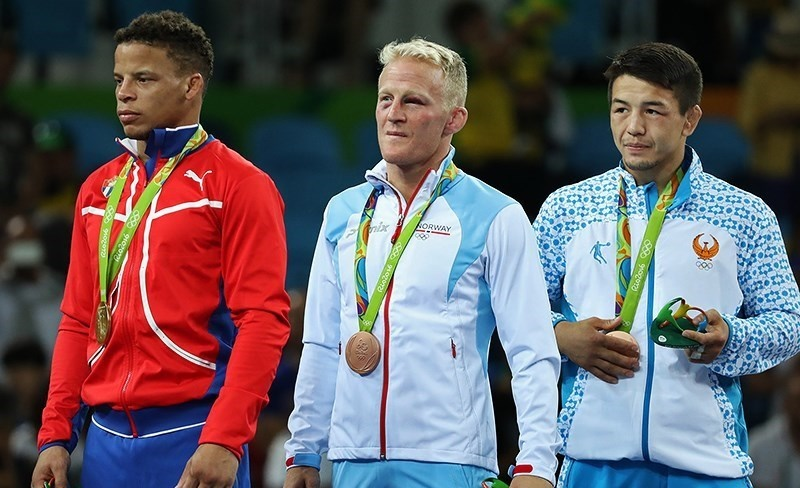
Ismael Borrero Molina, Stig André Berge und Elmurat Tasmuradov bei der Siegerehrung

| Platz | Land | Sportler              |
| ----- | ---- | --------------------- |
| 1     | CUB  | Ismael Borrero Molina |
| 2     | JPN  | Shinobu Ōta           |
| 3     | NOR  | Stig André Berge      |
| 3     | UZB  | Elmurat Tasmuradow    |
| 5     | AZE  | Rövşən Bayramov       |
| 5     | KGZ  | Arsen Eralijew        |
| 7     | KAZ  | Almat Kebispajew      |
| 8     | CHN  | Wang Lumin            |

Datum: 14. August 2016

19 Teilnehmer aus 19 Ländern

### Klasse bis 66 kg
| Platz | Land | Sportler            |
| ----- | ---- | ------------------- |
| 1     | SRB  | Davor Štefanek      |
| 2     | ARM  | Mihran Harutjunjan  |
| 3     | GEO  | Schmagi Bolkwadse   |
| 3     | AZE  | Rəsul Çunayev       |
| 5     | JPN  | Tomohiro Inoue      |
| 5     | KOR  | Ryu Han-su          |
| 7     | GER  | Frank Stäbler       |
| 8     | ALG  | Tarek Aziz Benaissa |

Datum: 16. August 2016

19 Teilnehmer aus 19 Ländern

### Klasse bis 75 kg

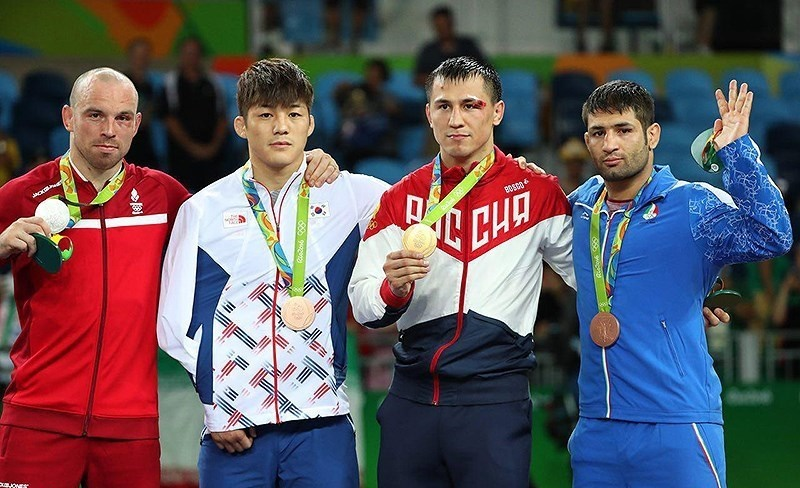
Die Medaillengewinner bei der Siegerehrung

| Platz | Land | Sportler              |
| ----- | ---- | --------------------- |
| 1     | RUS  | Roman Wlassow         |
| 2     | DEN  | Mark Overgaard Madsen |
| 3     | IRI  | Saeid Mourad Abdvali  |
| 3     | KOR  | Kim Hyeon-woo         |
| 5     | HUN  | Péter Bácsi           |
| 5     | CRO  | Božo Starčević        |
| 7     | AZE  | Elvin Mursaliyev      |
| 8     | SRB  | Viktor Nemeš          |

Datum: 14. August 2016

20 Teilnehmer aus 20 Ländern

### Klasse bis 85 kg
| Platz | Land | Sportler            |
| ----- | ---- | ------------------- |
| 1     | RUS  | Dawit Tschakwetadse |
| 2     | UKR  | Schan Belenjuk      |
| 3     | BLR  | Dschawid Hamsatau   |
| 3     | GER  | Denis Kudla         |
| 5     | BUL  | Nikolai Bairjakow   |
| 5     | HUN  | Viktor Lőrincz      |
| 7     | IRI  | Habibollah Akhlaghi |
| 8     | UZB  | Rustam Assakalov    |
|       |      |                     |
| 10    | AUT  | Amer Hrustanovic    |

Datum: 15. August 2016

21 Teilnehmer aus 21 Ländern

### Klasse bis 98 kg

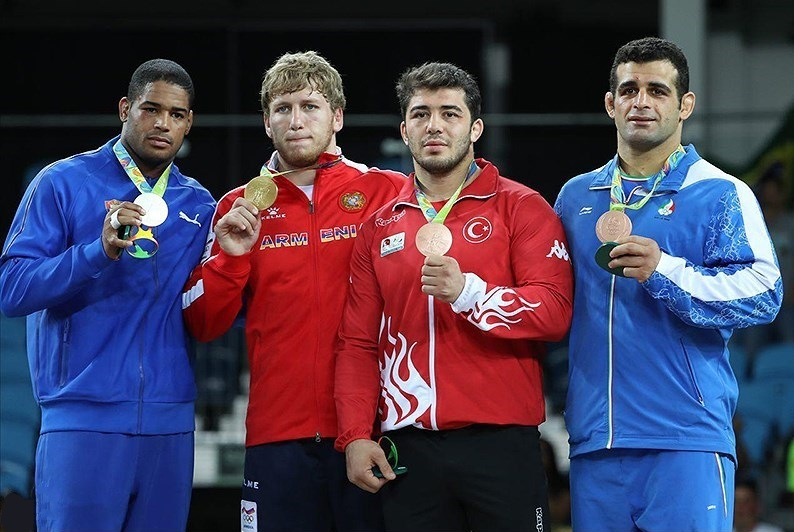
Die vier Medaillengewinner in der Gewichtsklasse bis 98 kg

| Platz | Land | Sportler             |
| ----- | ---- | -------------------- |
| 1     | ARM  | Artur Aleksanjan     |
| 2     | CUB  | Yasmany Lugo         |
| 3     | TUR  | Cenk İldem           |
| 3     | IRI  | Ghasem Rezaei        |
| 5     | ROM  | Alin Alexuc-Ciurariu |
| 5     | SWE  | Fredrik Schön        |
| 7     | BUL  | Elis Guri            |
| 8     | RUS  | Islam Magomedov      |

Datum: 16. August 2016

19 Teilnehmer aus 19 Ländern

### Klasse bis 130 kg
| Platz | Land | Sportler        |
| ----- | ---- | --------------- |
| 1     | CUB  | Mijaín López    |
| 2     | TUR  | Rıza Kayaalp    |
| 3     | RUS  | Sergei Semjonow |
| 3     | AZE  | Sabah Shariati  |
| 5     | EST  | Heiki Nabi      |
| 5     | GER  | Eduard Popp     |
| 7     | GEO  | Iakob Kadschaia |
| 8     | SWE  | Johan Eurén     |

Datum: 15. August 2016

19 Teilnehmer aus 19 Ländern

## Ergebnisse Freistil (Frauen)

### Klasse bis 48 kg

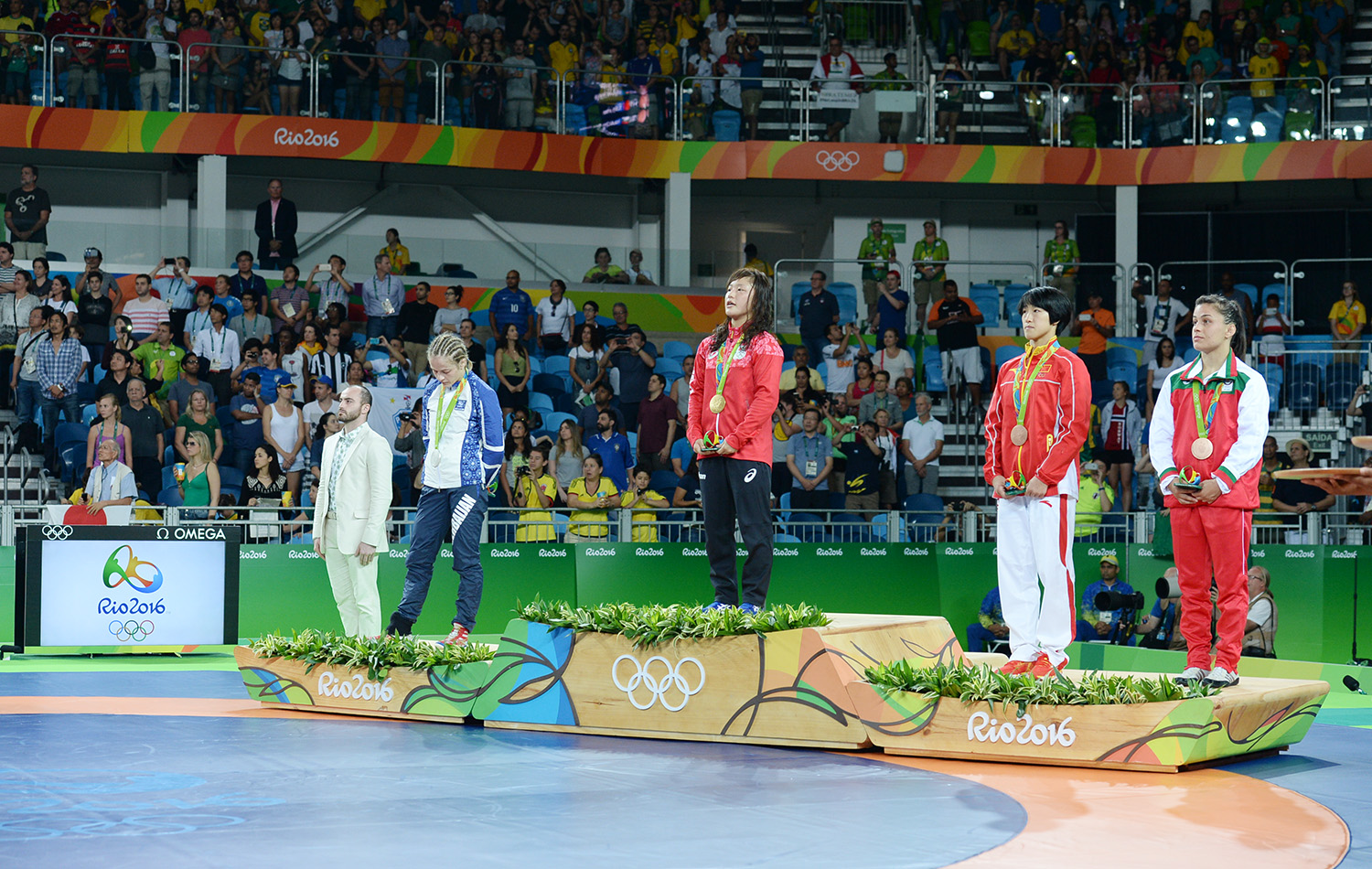
Siegerehrung

| Platz | Land | Sportlerin                |
| ----- | ---- | ------------------------- |
| 1     | JPN  | Eri Tōsaka                |
| 2     | AZE  | Mariya Stadnik            |
| 3     | BUL  | Eliza Jankowa             |
| 3     | CHN  | Sun Yanan                 |
| 5     | ARG  | Patricia Bermúdez         |
| 5     | KAZ  | Zhuldyz Eshimova          |
| 7     | POL  | Iwona Matkowska           |
| 8     | COL  | Carolina Castillo Hidalgo |

Datum: 17. August 2016

18 Teilnehmerinnen aus 18 Ländern

### Klasse bis 53 kg

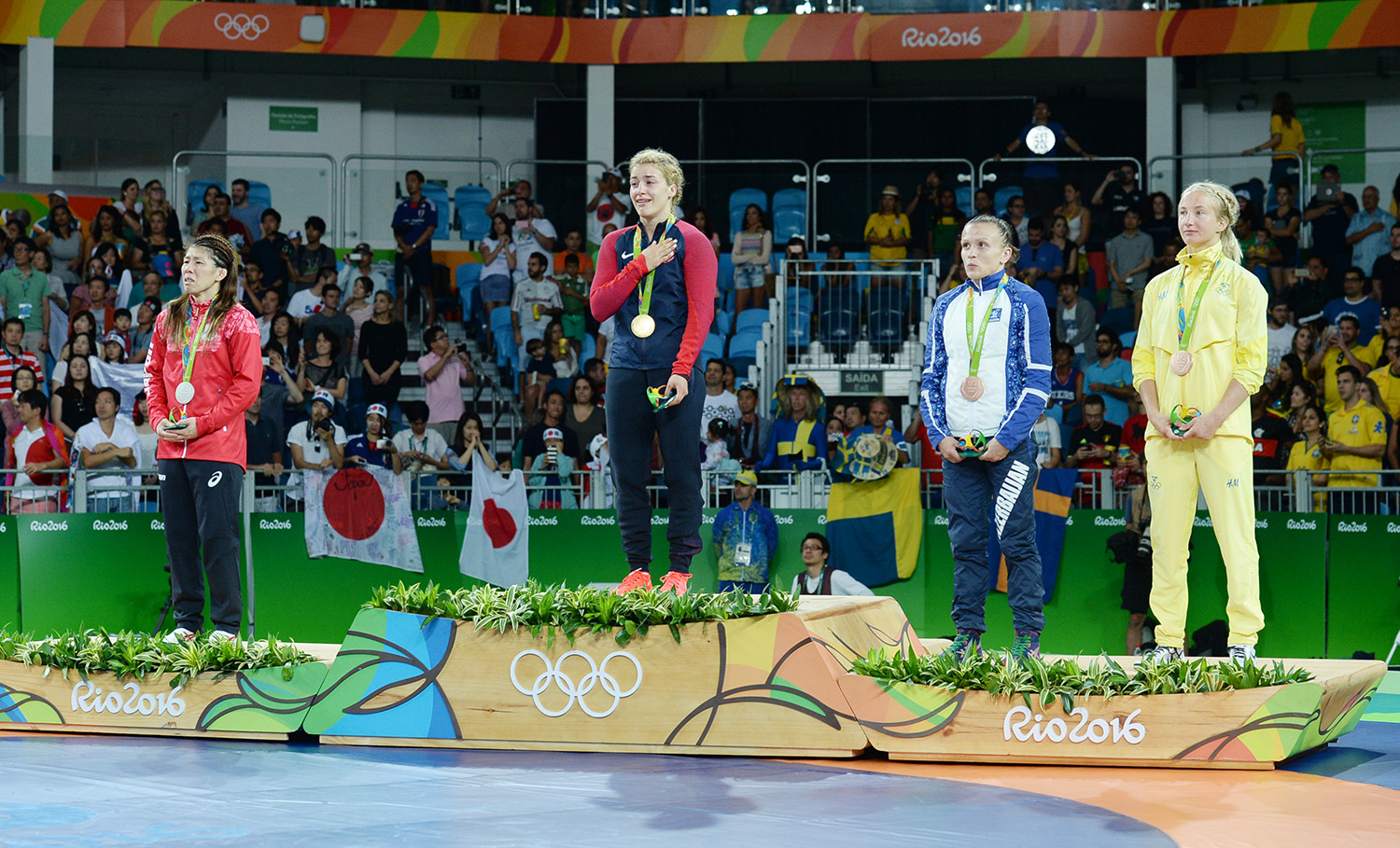
Siegerehrung

| Platz | Land | Sportlerin         |
| ----- | ---- | ------------------ |
| 1     | USA  | Helen Maroulis     |
| 2     | JPN  | Saori Yoshida      |
| 3     | SWE  | Sofia Mattsson     |
| 3     | AZE  | Nataliya Sinişin   |
| 5     | VEN  | Betzabeth Argüello |
| 5     | CHN  | Zhong Xuechun      |
| 7     | PRK  | Jong Myong-suk     |
| 8     | SEN  | Isabella Sambou    |
|       |      |                    |
| 14    | GER  | Nina Hemmer        |

Datum: 18. August 2016

19 Teilnehmerinnen aus 19 Ländern

### Klasse bis 58 kg
| Platz | Land | Sportlerin             |
| ----- | ---- | ---------------------- |
| 1     | JPN  | Kaori Ichō             |
| 2     | RUS  | Walerija Scholobowa    |
| 3     | TUN  | Marwa Amri             |
| 3     | IND  | Sakshi Malik           |
| 5     | AZE  | Julija Ratkewitsch     |
| 5     | KGZ  | Aissuluu Tynybekowa    |
| 7     | MGL  | Pürewdordschiin Orchon |
| 8     | COL  | Jackeline Rentería     |
|       |      |                        |
| 20    | GER  | Luisa Niemesch         |

Datum: 17. August 2016

20 Teilnehmerinnen aus 20 Ländern

### Klasse bis 63 kg
| Platz | Land | Sportlerin            |
| ----- | ---- | --------------------- |
| 1     | JPN  | Risako Kawai          |
| 2     | BLR  | Maryja Mamaschuk      |
| 3     | KAZ  | Jekaterina Larionowa  |
| 3     | POL  | Monika Ewa Michalik   |
| 5     | USA  | Elena Pirozhkova      |
| 5     | RUS  | Inna Traschukowa      |
| 7     | TUR  | Hafize Sahin          |
| 8     | LAT  | Anastasija Grigorjeva |

Datum: 18. August 2016

19 Teilnehmerinnen aus 19 Ländern

### Klasse bis 69 kg
| Platz | Land | Sportlerin               |
| ----- | ---- | ------------------------ |
| 1     | JPN  | Sara Doshō               |
| 2     | RUS  | Natalja Worobjowa        |
| 3     | SWE  | Jenny Fransson           |
| 3     | KAZ  | Elmira Sysdykowa         |
| 5     | EGY  | Enas Mostafa             |
| 5     | CAN  | Dorothy Yeats            |
| 7     | TUR  | Buse Tosun               |
| 8     | MGL  | Otschirbatyn Nasanburmaa |
| 9     | GER  | Aline Focken             |

Datum: 17. August 2016

18 Teilnehmerinnen aus 18 Ländern

### Klasse bis 75 kg
| Platz | Land | Sportlerin           |
| ----- | ---- | -------------------- |
| 1     | CAN  | Erica Wiebe          |
| 2     | KAZ  | Güsel Manjurowa      |
| 3     | RUS  | Jekaterina Bukina    |
| 3     | CHN  | Zhang Fengliu        |
| 5     | CMR  | Annabel Laure Ali    |
| 5     | BLR  | Wassilissa Marsaljuk |
| 7     | USA  | Adeline Gray         |
| 8     | TUR  | Yasemin Adar         |
|       |      |                      |
| 18    | GER  | Maria Selmaier       |

Datum: 18. August 2016

18 Teilnehmerinnen aus 18 Ländern